# Ramón Cuadra Medina
Ramón Cuadra Medina (Madrid, 29 de desembre de 1910 - ?) militar, germà del militar i polític Mariano Cuadra Medina, cap d'Estat Major de l'Exèrcit de Terra durant la transició espanyola.
Va ingressar al 'Acadèmia General Militar en 1929 i posteriorment passà a l'Acadèmia de Cavalleria de Valladolid. L'esclat de la guerra civil espanyola el va sorprendre a Valladolid, i va combatre als fronts d'Àvila, Toledo i Madrid. En 1937 va ascendir a capità i va combatre als fronts d'Extremadura i Aragó. De 1939 a 1942 fou professor a l'Acadèmia de Valladolid i de 1942 a 1945 fou alumne a l'Escola d'Estat Major, d'on va sortir amb el grau de comandant. En 1957 ascendí a tinent coronel i fou membre de l'Estat Major de la I Regió Militar i cap d'estudis de l'Acadèmia de Cavalleria. En 1966 ascendí a coronel i fou successivament cap d'Estat Major de la VII Regió Militar i cap del Regiment de Cavalleria «Farnesio» n. 12. En 1969 fou ascendit a general de brigada i nomenat governador militar de Santander i posteriorment inspector de cavalleria de les regions militars I, VII i IX. En 1972 ascendí a general de divisió i l'octubre de 1974 fou nomenat capità general de les Illes Canàries. Deixà el càrrec el 30 d'octubre de 1976 quan fou nomenat cap d'Estat Major de l'Exèrcit de Terra Va ocupar el càrrec fins a finals de gener de 1977, quan va passar a situació B. El desembre de 1980 va passar a la reserva.